# Get Over It (canción de OK Go)
«Get Over It» es el primer sencillo lanzado por el grupo OK Go de su primer álbum, también llamado OK Go. Fue lanzado en los Estados Unidos en 2002 y en marzo de 2003 en Reino Unido. Le prosigue la canción «Don't ask me, usted sabe que yo estuve aquí...».

## Vídeo musical
El videoclip de esta canción fue dirigido por Francis Lawrence y fue lanzado el 1 de agosto en 2002 (aunque debutó en MTV el 2 de septiembre). El videoclip muestra a la banda actuando en una gran sala, y jugando al ping-pong.